# Publicateur
Issu du monde de la PAO, le publicateur est la personne chargée de gérer un contenu éditorial (textes-images) afin de l'adapter et de le préparer pour une diffusion multi-canal, c’est-à-dire sur plusieurs supports de diffusion.
Le publicateur a une très bonne connaissance de la chaîne graphique et sait appréhender les contraintes techniques liées aux différents médias. Il sait respecter les normes conceptuelles imposées par les directeurs de création et les infographistes afin de suivre les chartes graphiques, telles qu'elles ont été définies par le client.
La PAO est son domaine et, à ce titre, a une parfaite connaissance de la mise en page, de la typographie et de la gestion de la couleur.
Son langage de prédilection est le XML, langage informatique qui s'attache à décrire le contenu et non la présentation. Le publicateur sait donc différencier un contenu éditorial d'un élément de pur agrément de présentation. Toute la difficulté de son travail réside donc dans ce souci de différenciation afin de produire un fichier XML, validé par une DTD, et de le transmettre en toute sérénité aux divers intervenants de la communication multimédia.
Il génère donc son fichier XML à partir d'un espace fini (communication papier - 2 dimensions) pour l'adapter à un espace infini (Web - n dimensions), ce qui est plus simple à réaliser actuellement.
Mais à l'avenir, et depuis l'avènement des plateformes d'édition, le publicateur se positionnera en tant qu'administrateur de tels systèmes, se faisant le coordinateur des divers intervants du travail collaboratif[réf. nécessaire].